# Magny-Lambert
Magny-Lambert és un municipi francès, situat al departament de la Costa d'Or i a la regió de Borgonya - Franc Comtat. L'any 2007 tenia 87 habitants.

## Demografia

### Població
El 2007 la població de fet de Magny-Lambert era de 87 persones. Hi havia 39 famílies, de les quals 12 eren unipersonals (4 homes vivint sols i 8 dones vivint soles), 8 parelles sense fills, 15 parelles amb fills i 4 famílies monoparentals amb fills.
La població ha evolucionat segons el següent gràfic:
Habitants censats

### Habitatges
El 2007 hi havia 58 habitatges, 38 eren l'habitatge principal de la família, 16 eren segones residències i 4 estaven desocupats. 56 eren cases i 2 eren apartaments. Dels 38 habitatges principals, 33 estaven ocupats pels seus propietaris i 5 estaven llogats i ocupats pels llogaters; 4 tenien tres cambres, 9 en tenien quatre i 25 en tenien cinc o més. 25 habitatges disposaven pel capbaix d'una plaça de pàrquing. A 20 habitatges hi havia un automòbil i a 13 n'hi havia dos o més.

### Piràmide de població
La piràmide de població per edats i sexe el 2009 era:
| Homes | Edats   | Dones |
| ----- | ------- | ----- |
| 0     | 95 o +  | 0     |
| 4     | 90 a 94 | 0     |
| 0     | 85 a 89 | 0     |
| 0     | 80 a 84 | 0     |
| 4     | 75 a 79 | 0     |
| 0     | 70 a 74 | 4     |
| 8     | 65 a 69 | 4     |
| 4     | 60 a 64 | 0     |
| 4     | 55 a 59 | 4     |
| 0     | 50 a 54 | 0     |
| 0     | 45 a 49 | 4     |
| 4     | 40 a 44 | 4     |
| 8     | 35 a 39 | 4     |
| 4     | 30 a 34 | 4     |
| 4     | 25 a 29 | 4     |
| 4     | 20 a 24 | 0     |
| 8     | 15 a 19 | 0     |
| 4     | 10 a 14 | 0     |
| 0     | 5 a 9   | 4     |
| 0     | 0 a 4   | 8     |

## Economia
El 2007 la població en edat de treballar era de 47 persones, 35 eren actives i 12 eren inactives. De les 35 persones actives 32 estaven ocupades (20 homes i 12 dones) i 3 estaven aturades (2 homes i 1 dona). De les 12 persones inactives 4 estaven jubilades, 3 estaven estudiant i 5 estaven classificades com a «altres inactius».
Activitats econòmiques
Dels 3 establiments que hi havia el 2007, 1 era d'una empresa de construcció, 1 d'una empresa de comerç i reparació d'automòbils i 1 d'una empresa immobiliària.
L'únic servei als particulars que hi havia el 2009 era un electricista.
L'any 2000 a Magny-Lambert hi havia 6 explotacions agrícoles que ocupaven un total de 489 hectàrees.

## Poblacions més properes
El següent diagrama mostra les poblacions més properes.